# Ziuźki
Ziuźki (ros. Зюзьки) – wieś (ros. деревня, trb. dieriewnia) w zachodniej Rosji, w osiedlu wiejskim Gusinskoje rejonu krasninskiego w obwodzie smoleńskim.

## Geografia
Miejscowość położona jest 0,5 km od przystanku kolejowym 481 km i 0,5 km od drogi magistralnej M1 «Białoruś», 16,5 km od centrum administracyjnego osiedla wiejskiego (dieriewnia Gusino), 24,5 km od centrum administracyjnego rejonu (Krasnyj), 60,5 km od Smoleńska.
W granicach miejscowości znajdują się ulice: Centralnaja, Mira, Nowaja, Sadowaja.

## Demografia
W 2010 r. miejscowość zamieszkiwało 21 osób.